# Кремпог
Кремпог (по-валлийски crempog, мн. ч. crempogau) — валлийский блин, приготовленный из муки, пахты, яиц, уксуса и соленого масла. Кремпог, традиционно приготовленный на камнях для выпечки или сковороде, является одним из старейших рецептов в Уэльсе. Эти блины также известны как froes, pancos и cramoth, и обычно подаются намазанные маслом толстыми стопками. В Уэльсе их традиционно подают на торжествах, таких как Жирный вторник и дни рождения.

## Название
Слово crempog происходит из валлийского языка, но похоже на бретонское слово krampouezh, которое также является разновидностью блинов. Два кельтских языка имеют общее происхождение от бриттонского языка, хотя крампож более изысканный, чем кремпог, и сегодня он ближе к крепам, чем к блинам.
Английское слово crumpet может быть получено из crempog или корнуоллского krampoeth.

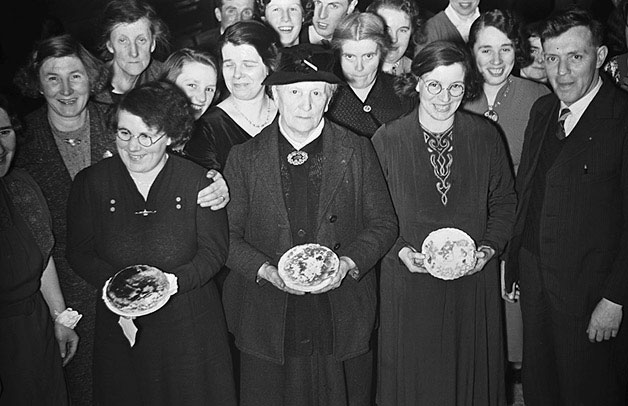
Женщины c кремпогами во время традиционных танцев на Жирный четверг в Треверне (1940)

## История
История приготовления еды в Уэльсе плохо задокументирована, и многое из того, что известно, основано на устных и археологических свидетельствах. Уэльс имеет долгую историю выпечки на специальном круглом плоском камне (bakestone, по-валлийски maen) . Каменная плита была заменена металлической пластиной, известной как gradell (гридль), и они появились в списке предметов, сделанных кузнецами в Законах Хивела (XIII век) . Камни для выпечки обычно использовались в сельских районах Уэльса для изготовления лепёшек, и свидетельства их использования были обнаружены в фермерских домах и домах помещиков. Ранние плоские камни ставили на треногу над открытым огнем, хотя во многих районах, особенно на юго-западе Уэльса, использовалась специально разработанная круглая железная рама с ручкой в виде полукольца. К началу XX века встроенные печи были обычным явлением на кухнях в Уэльсе, хотя они работали на дровах и угле . Традиция использования пекарского камня сосуществовала с этими более новыми печами. Растопка больших печей, как правило, ограничивалась одним днем в неделю и использовалась для выпечки хлеба и другой выпечки, чтобы продержаться семье до следующей недели. Они были дополнены всем, что можно было приготовить на открытом огне с использованием камня для выпечки. Обычными продуктами, приготовленными с использованием этого метода, были cacen radell (лепешки на сковороде), bara crai' (бездрожжевой хлеб), валлийские лепёшки cacen gri (лепешки с изюмом) и кремпог.
Хотя нет документальных свидетельств самого раннего рецепта кремпога, основные ингредиенты, легко доступные в Уэльсе, предполагают долгую историю. Рецепт кремпога отражает очень старые кулинарные традиции, которые когда-то были распространены по всей Британии. Историк кулинарии Бобби Фримен в классическом путеводителе по валлийской кухне (1980) написал, что кремпог, наряду с каулом, является единственным валлийским блюдом, сохранившимся с прошлых времен. Несмотря на то, что кремпог был одним из основных продуктов валлийской кухни из-за простоты его приготовления в прошлом, он также связан с традиционными праздниками. Кремпог подавался на Жирный вторник по всему Уэльсу и ассоциировался с днями рождения, особенно в южном Уэльсе, где стопку блинов разрезают на дольки и подают как торт. 

## Приготовление
Для стандартного рецепта кремпога масло растапливают в тёплой пахте, затем выливают в муку и взбивают. Смесь должна постоять несколько часов. Вторая смесь готовится из сахара, соды, уксуса и взбитых яиц. Затем смеси смешивают, чтобы получилось однородное густое тесто.
Густое тесто выливают на горячий камень для выпечки или сковороду на умеренном огне. Кремпог обжаривается с обеих сторон до золотистого цвета и подается стопкой с маслом, намазанным на каждый блин.

## Варианты
В Англси и Карнарвоншире crempogau готовили как crempog furum, блин, приготовленный на дрожжах, или crempug wen, где обычно грубая мука была заменена рафинированной мукой. Эти блины предназначались для семьи дома, а слугам дома подавали crempog surgeirch или bara bwff, блин на основе овсянки.
Хотя термин «кремпог» чаще всего ассоциируется с валлийскими блинами, по всей стране они были известны под разными названиями. Crempog был термином, наиболее часто используемым в северном Уэльсе, в то время как в некоторых частях Кармартеншира и Гламоргана они были известны как cramwythen (ед. ч.: cramoth) . В других частях Гламоргана они были известны как ffrosen (мн. ч.: froes ), а в Кередигионе они назывались poncagen (мн. ч.: poncagau) . В некоторых районах Кередигиона и Кармартеншира они были известны pancosen.
Как и в случае с большинством блюд, для кремпога нет конкретного рецепта. Гламорганширские ffroes почти идентичны шотландским блинам (drop scones), которые, возможно, были привезены в этот регион шотландскими рабочими во время индустриализации угольных месторождений Южного Уэльса, но их складывание в стопку с маслом, напоминает Уэльские традиции.